# Djibril Mama Cissé
 (juin 2025).
Motif : Page concernant un préfet dont la carrière ne respecte pas les critères généraux de notoriété.
- Archive Wikiwix
- Bing
- Cairn
- DuckDuckGo
- E. Universalis
- Gallica
- Google
- G. Books
- G. News
- G. Scholar
- Persée
- Qwant
- (zh) Baidu
- (ru) Yandex
- (wd) trouver des œuvres sur Wikidata

| 1. | Préciser le motif de la pose du bandeau. | Précisez le motif de la pose du bandeau en utilisant la syntaxe suivante : {{admissibilité à vérifier\|date=juin 2025\|motif=remplacez ce texte par le motif}}                          |
| 2. | Informer les utilisateurs concernés.     | Pensez à avertir le créateur de l'article, par exemple, en insérant le code ci-dessous sur sa page de discussion : {{subst:avertissement admissibilité à vérifier\|Djibril Mama Cissé}} |

Djibril Mama Cissé est un administrateur civil de formation et ancien secrétaire général de la mairie de Parakou. Le  22 juin 2016, il est nommé préfet département du Borgou en conseil des ministres par le président Patrice Talon.

## Biographie
Djibril Mama Cissé est nommé préfet lors du conseil des ministres du mercredi 22 juin 2016 par le président béninois Patrice Talon,,.